# Sajjad Anoushiravani
Sajjad Anoushiravani  est un haltérophile iranien né le 12 mai 1984 à Ardabil.

## Palmarès
- Championnats du monde d'haltérophilie 2011 à Paris
  -  Médaille d'argent en plus de 105 kg.

- Jeux olympiques d'été de 2012 à Londres
  -  Médaille d'argent en plus de 105 kg.